# 哈恰杜尔·阿博维扬
哈恰杜尔·阿搏维杨（1805年10月15日—1848年4月14日（失踪）) ， 亚美尼亚民主主义启蒙家、作家、教育家、亚美尼亚新文学和新文学语言奠基人。生于卡纳克尔村（现埃里温）的农民家庭。曾就学于梯弗里斯的埃奇米阿津修道院、涅尔谢亚诺夫教会中学；1830—1836年就学于杰尔普特大学。从1837年起到逝世，先后在梯弗里斯、埃里温担任县立实科学校教师和督学。
他的著作充满进步的民主主义和民族主义思想，反对封建农奴制度和反动的教权主义意识形态，主张发展经济、教育和文化。其文艺创作高峰是小说《亚美尼亚的创伤》(1836—1840，1856年初版)。小说以主人公阿西加的经历，反映亚美尼亚人民反抗伊朗的斗争，语言朴实易懂，充满爱国主义和民主主义思想。小说成了亚美尼亚新文学的基石，具有巨大的文化和社会意义。为写成该书，作者搜集了大批资料，就外高加索的民间文学、民俗学和历史问题写了许多学术论文。另外，作者还翻译了荷马、歌德等人的作品。
他的启蒙活动引起亚美尼亚教权派和沙皇官员对他的残酷迫害。1848年4月2日，他离家未返，人们推测他可能自杀或被暗杀。他的多数作品是死后发表的，对亚美尼亚语言文学的发展产生了巨大的影响。

## 著作
- 《Wounds of Armenia: Lamentation of a Patriot》，1858，Abovian。ISBN 9781604440522